# Pałac w Jakuszowej
Pałac w Jakuszowej – wybudowany pod koniec XIX w. w Jakuszowej.

## Położenie
Pałac położony jest we wsi w Polsce, w województwie dolnośląskim, w powiecie jaworskim, w gminie Paszowice, na Pogórzu Kaczawskim (Pogórzu Złotoryjskim) w Sudetach.

## Historia
Obiekt jest częścią zespołu pałacowego, w skład którego wchodzi jeszcze park.